# Magyarád
Magyarád (Magyarát, románul Măderat) falu Romániában, Arad megyében.

## Fekvése
Borosjenőtől 17 km-re délnyugatra, Pankota szomszédságában fekszik.

## Nevének eredete
Nevét a Megyer törzsről kapta. Ez arra utal, hogy a névadás időpontjában ehhez a törzshöz tartozó nép lakta. Első írásos említései: Mghyer (1202), Meger (1332–1337). 1561-ben Boros megierként említik. Mai neve 1746-ban tűnt föl először, de a 18–19. században inkább Magyarátként ismerték.

## Története
Törzsnévi eredetű neve korai megtelepülésére utal. Már a középkorban jelentős bortermelő falu volt. Valószínűleg a 16. század végén néptelenedett el, de szőlőhegyeit a hódoltság idején is folyamatosan művelték. A 18. század elején települt újra a hegyvidékről érkező románokkal. Zaránd, 1744-től Arad vármegyéhez tartozott.
Mocsaras területeit a falut uradalmával együtt 1822-ben megvásároló Dietrich József szárította ki, agyagból készült dréncsövekkel. Szétszórtan álló házait 1836-ban vonták össze utcasorokba. Szántóföldeit korán, már 1839-ben tagosították. A község hivatali nyelve 1832-ig a latin, 1832 és 1850 között a magyar, 1850-től 1860-ig a német, 1860-tól egészen 1888-ig a román, majd 1888 és 1918 között ismét a magyar volt. 1852-ben alapították ortodox felekezeti iskoláját. 1895-ben magyar iparosai és kereskedői kérésére magyar tannyelvű községi iskola is indult.
1953-ig önálló község volt, 1954-től Muszka községhez tartozott, 1968-ban Pankotához csatolták. Mai lakóinak kb. fele vagy szüleik a 20. század második felében Máramaros, Fehér és Bihar megyéből települtek a faluba.

## Lakossága
1910-ben 2415 lakosából 2223 román, 140 magyar és 48 német anyanyelvű, 2225 ortodox, 143 római katolikus és 24 református vallású volt.
2002-ben 1382-en lakták, közülük 1292 román, 47 cigány és 33 ukrán nemzetiségű, 1078 ortodox, 130 adventista, 107 pünkösdista és 48 baptista vallású.

## Látnivalók
- A határában álló két hegyi mamutfenyőt br. Dietrich József, a község földesura ültette 1840-ben, amerikai útjáról visszatérve. A két fa a saját fajtájában még fiatalnak számít és egyelőre csak 30-35 méter magasak.

## Gazdasága
- Az Arad-hegyaljai borvidék (vagy Ménes-magyaráti borvidék) északi, fehérbortermelő felének központja. A környék borai korábban magyaráti néven kerültek forgalomba. Főleg a faluról elnevezett magyarádi mustos, a bakator, az olaszrizling, az ottonel muskotály, a piros tramini és a királyleányka szőlőfajtákat termesztik.
- Mészkőbánya.[2]

## Híres emberek
- Jókai Mór 1858-ban, Erdélybe tartva járt a faluban: "Hét napot töltöttünk a híres Magyaráton, ahová a szüret alatt Arad megye szépe, java fel szokott gyülekezni s a régi jó idők mintájára barátságosan mulatni. Valaha híres ünnepélyek voltak a magyaráti szüret napjai; ez volt a gyűlhelye a főrendnek és középosztálynak, mellyet sehol olly egyetértő barátságban összeolvadtan látni nem lehet, mint itten."[3] A látogatás élményét később És mégis mozog a föld! című regényébe is beépítette. Ide helyezte Bálvándy báró regénybeli kolnáját (présházát).